# Daredevil: Born Again (2.ª temporada)
A segunda temporada da série de televisão estadunidense Daredevil: Born Again é baseada na Marvel Comics e apresenta o personagem Demolidor. A série é um revival e continuação de Daredevil (2015–2018), da Marvel Television e Netflix. A temporada se passa no Universo Cinematográfico Marvel (MCU), compartilhando continuidade com os filmes e séries de televisão da franquia. É produzido pela Marvel Studios, por meio de seu próprio selo Marvel Television, com Dario Scardapane como showrunner e Justin Benson e Aaron Moorhead como diretores principais.
Charlie Cox reprisa seu papel como Matt Murdock / Demolidor da série de televisão da Marvel na Netflix e produções anteriores da Marvel Studios, estrelando ao lado de Vincent D'Onofrio, Margarita Levieva, Deborah Ann Woll, Elden Henson, Wilson Bethel, Nikki M. James, Genneya Walton, Clark Johnson, Michael Gandolfini, Ayelet Zurer e Jon Bernthal, todos retornando da primeira temporada e Krysten Ritter. O desenvolvimento de uma nova série do Demolidor começou em março de 2022, e Born Again foi anunciado em julho de 2022 com uma primeira temporada planejada de 18 episódios. A Marvel Studios decidiu reformular a série no final de setembro de 2023, após o início das filmagens. Scardapane, Benson e Moorhead foram contratados para retrabalhar a série, e os 18 episódios planejados foram divididos em duas temporadas. As filmagens da segunda temporada começaram no final de fevereiro de 2025 e estão programadas para durar até julho. Solvan Naim e Iain B. MacDonald também são diretores na temporada.
A segunda temporada está programada para estrear no Disney+ em março de 2026 e consistirá em oito episódios. Fará parte da Fase Seis do MCU.

## Episódios
| N.º | Título                         | Dirigido por | Escrito por   | Exibição original |
| --- | ------------------------------ | ------------ | ------------- | ----------------- |
| 1   | Aaron Moorhead e Justin Benson | ASD          | março de 2026 |                   |

A temporada consistirá em oito episódios, com Justin Benson e Aaron Moorhead dirigindo um bloco de episódios, incluindo o primeiro e o segundo, ao lado de Solvan Naim, Iain B. MacDonald, e Angela Barnes.

## Elenco e personagens

### Principal
- Charlie Cox como Matt Murdock / Demolidor: Um advogado cego com sentidos sobre-humanos de Hell's Kitchen, Nova York, que leva uma vida dupla como um vigilante mascarado.[7]
- Vincent D'Onofrio como Wilson Fisk / Rei do Crime: Um poderoso empresário e chefe do crime que é o prefeito da cidade de Nova York.[8]
- Margarita Levieva como Heather Glenn: Uma psicóloga e ex-namorada de Murdock, que é a Comissária de Saúde Mental.[9]
- Deborah Ann Woll como Karen Page: Uma ex-repórter, amiga de Murdock e ex-sócia no escritório de advocacia Nelson, Murdock & Page.[10]
- Elden Henson como Franklin "Foggy" Nelson: O melhor amigo de Murdock e ex-parceiro de advocacia que foi assassinado por Dex a mando de Vanessa Fisk na primeira temporada.[10]
- Wilson Bethel como Benjamin "Dex" Poindexter / Mercenário: Um assassino psicopata e ex-agente do FBI que é um atirador capaz de usar quase qualquer objeto como um projétil letal.[11]
- Nikki M. James como Kirsten McDuffie: Uma ex-promotora assistente de Nova York e ex-sócia de Murdock.[9]
- Genneya Walton como BB Urich: Uma jornalista do The BB Report.[9]
- Clark Johnson como Cherry: Um policial aposentado do Departamento de Polícia de Nova York (NYPD) que trabalha com Murdock como seu investigador.[9]
- Michael Gandolfini como Daniel Blake: protegido de Fisk.[9]
- Ayelet Zurer como Vanessa Fisk: Esposa de Wilson que faz parte de seu império criminoso.[12]
- Jon Bernthal como Frank Castle / Justiceiro:
Um justiceiro que busca combater o submundo do crime por todos os meios necessários, não importa quão letais sejam os resultados, após o assassinato brutal de sua família.[13]
- Krysten Ritter como Jessica Jones:
Uma ex-vigilante que sofre de TEPT, que administra sua própria agência de detetives e se torna aliada de Murdock na resistência. Ela tem força sobre-humana e habilidades de voo limitadas.[14][15]

### Recorrente
- Matthew Lillard.[16][17]
- Lili Taylor como governadora de Nova York e oponente política de Fisk.[17][18]

### Convidado
- Susan Varon como Josie: A dona do Josie's Bar.[19]

Além disso, Sydney Parra, Annie Parisse, e James Armstrong foram escalados em papéis não revelados.

## Produção

### Desenvolvimento
Um reboot da série de televisão Daredevil (2015–2018), da Marvel na Netflix, estaria em desenvolvimento com a Marvel Studios em março de 2022. A série foi confirmada em desenvolvimento para o Disney+ no final de maio, com Matt Corman e Chris Ord como roteiristas principais e produtores executivos. Na San Diego Comic-Con em julho, a série foi anunciada como Daredevil: Born Again e foi revelado que teria 18 episódios em sua primeira temporada. No final de setembro de 2023, após seis episódios terem sido filmados, a Marvel Studios decidiu reformular a série com uma nova direção criativa. Corman e Ord foram demitidos como roteiristas principais, assim como os diretores remanescentes da série. A Marvel planejou manter alguns elementos que foram filmados, adicionar novos elementos serializados e se aproximar mais do tom da série da Netflix. A equipe criativa também decidiu conectar a nova série à série original de forma mais direta do que havia sido planejado anteriormente. Dario Scardapane, roteirista da série The Punisher (2017–2019), spin-off de Daredevil, foi contratado como showrunner de Born Again em outubro de 2023. A dupla de cineastas Justin Benson e Aaron Moorhead, que trabalhou anteriormente na série Moon Knight (2022), da Marvel Studios, e na segunda temporada de Loki (2023), foi contratada para dirigir os episódios restantes.
O presidente da Marvel Studios, Kevin Feige, disse em agosto de 2024 que nove episódios foram concluídos e formariam a primeira temporada de Born Again, e uma segunda temporada estava planejada; com a reformulação criativa, a temporada planejada de 18 episódios foi dividida em duas temporadas de nove episódios. Em fevereiro de 2025, Scardapane, Benson e Moorhead foram confirmados para retornar para a segunda temporada, com Benson e Moorhead dirigindo um bloco de episódios, incluindo o primeiro e o segundo. Scardapane disse que a segunda temporada teria apenas oito episódios, e descreveu sua produção como uma "máquina mais bem lubrificada". Em abril de 2025, Solvan Naim e Iain B. MacDonald foram revelados como diretores da temporada, e no mês seguinte, D'Onofrio revelou que Angela Barnes também seria diretora, depois de ftambém dirigir série Ironheart (2025) da Marvel Television.
Os produtores executivos da temporada incluíram Feige, Louis D'Esposito, Brad Winderbaum e Sana Amanat, da Marvel Studios, além de Scardapane, Benson e Moorhead. A série foi lançada sob o selo "Marvel Television" da Marvel Studios.

### Roteiro
A abordagem inicial da série foi descrita como um procedimento legal sombrio, mas não tão sangrento quanto a série da Netflix, e mais episódico do que outras séries da Marvel Studios com episódios "independentes". Vincent D'Onofrio, que interpreta Wilson Fisk / Rei do Crime, disse em março de 2023 que eles estavam trabalhando em duas temporadas e que haveria "resultados gigantescos" durante a segunda. Após a reformulação criativa da série, elementos serializados foram adicionados, e o elenco disse que os eventos da série original fariam parte das histórias de seus personagens. Algumas novas histórias se baseiam nesses eventos, mas elas não queriam se aprofundar muito no passado ou afastar novos espectadores.
Em fevereiro de 2025, Scardapane descreveu a segunda temporada como uma "parte dois", dando continuidade ao que havia sido feito na primeira, com dicas visuais, temas e easter eggs "que rendem muito". Ele disse que os roteiros de sete episódios estavam "travados, carregados e prontos para serem lançados" antes do início das filmagens. Scardapane ainda estava trabalhando no final da temporada, pois queria incorporar elementos que foram descobertos durante as filmagens, semelhantes às séries de televisão tradicionais, onde apenas alguns episódios são escritos antes do primeiro ser filmado. O episódio final foi concluído em maio de 2025. O astro Charlie Cox aplaudiu Scardapane pelos roteiros, acreditando que a temporada teve alguns dos melhores roteiros da série e permitiu que personagens que Cox sentiu que na iteração inicial da série foram "deixados para trás" fossem "desenvolvidos", criando um conjunto forte para a temporada.
Scardapane disse que Fisk é o "vilão principal" da série, mas que ela também apresenta outros antagonistas que irão "se acumular" à medida que a história avança. Entre eles está o serial killer Muso, cujo enredo tem um "efeito cascata" da primeira temporada para a segunda. No final da primeira temporada, Fisk colocou Nova York sob lei marcial e trancou seus oponentes políticos em jaulas. D'Onofrio disse que a lei marcial era o "grande plano" de Fisk que lhe permitiria "completar o máximo de crimes possível e se livrar dos justiceiros" e que ele tinha planos maiores além de Nova York para expandir seu poder e alcance. Por causa das ações de Fisk, a temporada mostra os personagens divididos em duas facções: a resistência de Matt Murdock e a administração de Fisk. Scardapane chamou a temporada de uma "história de resistência" e exploraria como Murdock, que encontrou um equilíbrio com sua vida como o vigilante Demolidor no final da primeira temporada, seria capaz de continuar operando agora que ser um vigilante é um crime. O exército de resistência de Murdock se expande ao longo da temporada, incluindo personagens "em nosso mundo que ainda não vimos". Scardapane acrescentou que isso incluía outros heróis da equipe dos Defensores, da Netflix, mas admitiu que incluí-los na narrativa era "complicado em termos de escrita", já que os roteiristas ainda queriam que a história se formasse organicamente, dizendo: "quem entra e por quê tem que estar além de qualquer coisa conquistada". Mais tarde, foi revelado que Jessica Jones, uma integrante dos Defensores, seria uma das aliadas de Murdock.
Apesar de ter sido morto no primeiro episódio da série, Franklin "Foggy" Nelson retorna para a segunda temporada. Amanat disse que Elden Henson, o ator de Foggy, e Deborah Ann Woll, atriz de Karen Page, apareceriam de "maneiras diferentes" durante a temporada e disse que a equipe criativa não conseguiria "ver uma temporada de Demolidor sem [Henson] em alguns aspectos". Foi notado que o prédio do escritório de advocacia Nelson, Murdock & Page na primeira temporada tem o número 468, o que James Whitbrook, do Gizmodo, sentiu ser um Easter egg de Daredevil vol. 2 #88 (legacy #468). O enredo dessa edição, de Ed Brubaker, David Aja e Frank D'Armata, é "A Vida Secreta de Foggy Nelson", onde Foggy é aparentemente assassinado, mas sobrevive e faz um acordo com o FBI para entrar no Programa de Proteção a Testemunhas. Whitbrook se perguntou se Foggy seria revelado vivo na segunda temporada. Ele observou que houve diferenças significativas entre a morte de Foggy na série, o que "deixa muito pouco espaço para imprecisão", e sua morte nos quadrinhos, mas Whitbrook também destacou que há precedentes na série da Netflix para personagens serem ressuscitados por meios sobrenaturais. Reagindo à teoria do easter egg, Moorhead disse que os heróis urbanos geralmente não interagem com meios sobrenaturais, o que lhes dá "consequências muito mais fortes, onde socos doem mais, sangue significa mais, se machucar significa mais e morrer muitas vezes significa que você está realmente morto".

### Elenco
Charlie Cox, Vincent D'Onofrio, Margarita Levieva, Deborah Ann Woll, Elden Henson, Wilson Bethel, Nikki M. James, Genneya Walton, Clark Johnson, Michael Gandolfini, Ayelet Zurer e Jon Bernthal retornam respectivamente da primeira temporada como Matt Murdock / Demolidor, Wilson Fisk / Rei do Crime, Heather Glenn, Karen Page, Franklin "Foggy" Nelson, Benjamin "Dex" Poindexter / Mercenário, Kirsten McDuffie, BB Urich, Cherry, Daniel Blake, Vanessa Fisk, e Frank Castle / Justiceiro.
No final de fevereiro de 2025, Matthew Lillard se juntou ao elenco para a temporada, em um papel recorrente. Ele disse que era um "papel pequeno no momento" e estava esperançoso de que o personagem pudesse retornar no futuro. No mês seguinte, Lili Taylor assumiu outro papel recorrente, supostamente o de oponente política de Fisk. Também em março, fotos do set revelaram que Sydney Parra, Annie Parisse, e James Armstrong também faziam parte do elenco. As estrelas convidadas incluem Susan Varon, que reprisa seu papel como Josie. Em maio de 2025, foi revelado que Krysten Ritter reprisaria seu papel como Jessica Jones da série de televisão da Marvel, da Netflix.

### Design
A temporada apresenta um traje preto do Demolidor com um emblema vermelho "DD" no peito, semelhante ao apresentado na história em quadrinhos "Shadowland" (2010). É a primeira vez que o personagem usa um traje com o emblema no peito no MCU. Olhando as fotos do traje, Felipe Rangel, do Screen Rant, disse que parecia haver pedaços de vermelho visíveis sob o preto. Ele especulou que Murdock havia pintado seu traje vermelho da primeira temporada. O traje de Dex na temporada apresenta um emblema azul de "alvo" na testa, semelhante ao branco nos quadrinhos.

### Filmagem
As filmagens começaram em 28 de fevereiro de 2025, com Benson e Moorhead, Naim, MacDonald, e Barnes como diretores, sob o título provisório Out the Kitchen 2. Hillary Fyfe Spera retorna como diretora de fotografia da primeira temporada, ao lado de Jeffrey Waldron nos episódios de Naim e MacDonald. No final de março de 2025, as filmagens ocorreram em Greenpoint, Brooklyn, no set do bar de Josie, com Cox vestindo seu traje preto de Demolidor. No início de abril, Bethel filmou cenas em Chelsea. As filmagens estavam na metade em meados de maio de 2025, e estão programadas para durar até julho de 2025.

### Pós-produção
Melissa Lawson Cheung retorna como editora da primeira temporada.

## Marketing
Em maio de 2025, Cox e Ritter apareceram na apresentação do upfront da Disney, onde mostraram cenas da temporada, com Cox confirmando que o personagem usaria um traje "icônico" do Demolidor com o emblema DD no peito.

## Lançamento
A segunda temporada está programada para estrear em março de 2026, e consistirá em oito episódios. Será parte da Fase Seis do MCU, e lançado sob o selo "Marvel Television" da Marvel Studios.